# Hürben (Krumbach)

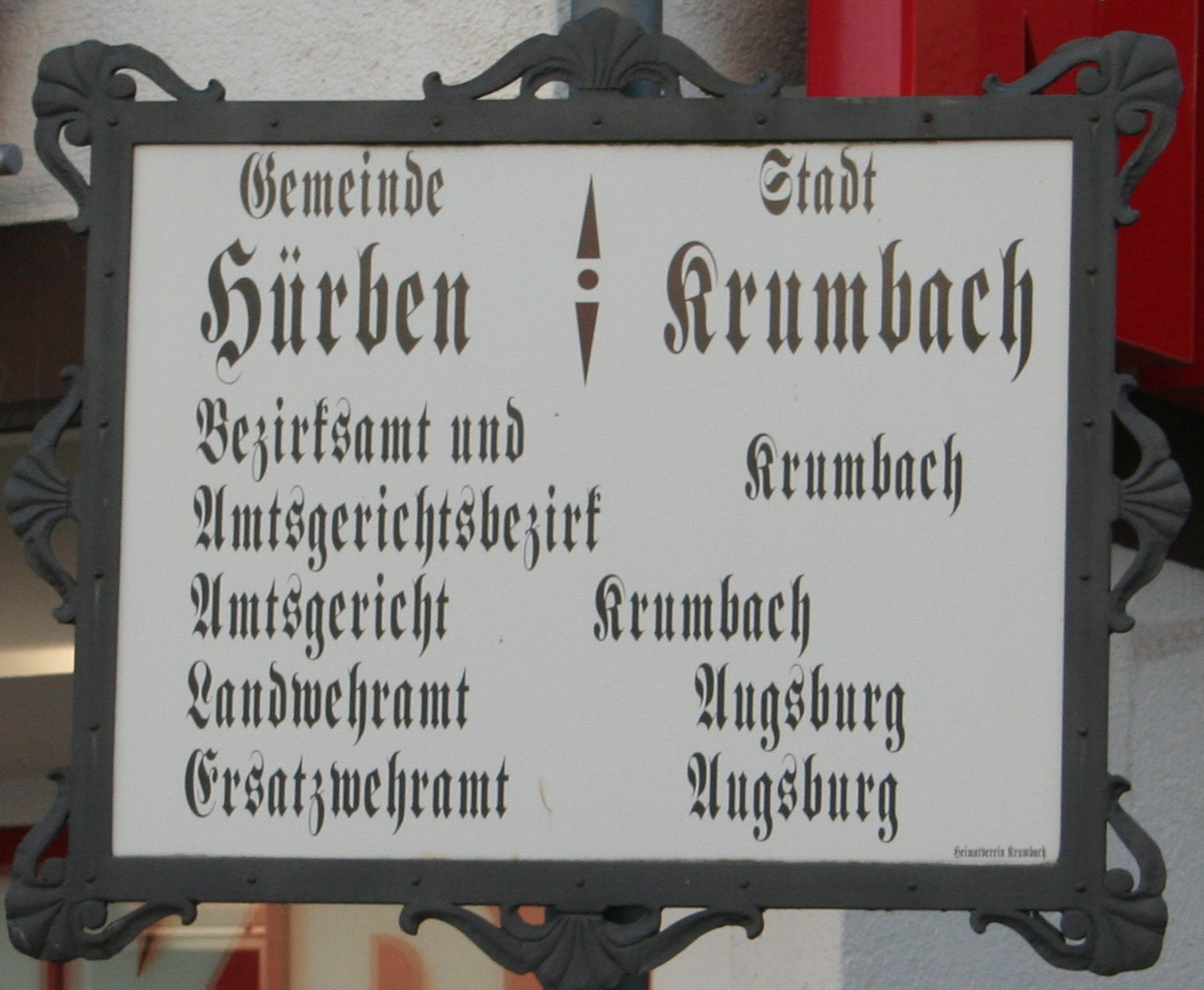
Nachbildung des Schildes an der Karl-Mantel-Straße an der Grenze zwischen Krumbach und Hürben (das Original des Schildes ist im Heimatmuseum zu sehen)

Hürben, der östliche Teil von Krumbach (Schwaben), war bis zur Eingliederung im Jahr 1902 eine eigenständige Gemeinde. Hürben hatte zu diesem Zeitpunkt ungefähr 1300 Einwohner, Krumbach knapp 1900 Einwohner. Hürben ist heute kein amtlicher Ortsteilname mehr.

## Lage
Die Kammel bildete größtenteils die Grenze zwischen Krumbach und Hürben. Nur in dem Bereich zwischen der Oberen Mühle (heute: Kunstmühle Leidescher), die zu Krumbach gehörte, bis ungefähr zur Mühlkapelle verlief die Grenze östlich der Kammel – östlich der heutigen Schlachthausstraße und entlang der heutigen Mühlstraße. Nördlich der Oberen Mühle verläuft die Grenze zwischen den beiden Gemarkungen Krumbach und Hürben auf der ehemaligen Gemeindegrenze, südlich verläuft die heutige Gemarkungsgrenze weiter westlich.

## Geschichte
Möglicherweise wurde das Dorf Hürben schon um das Jahr 1000 gegründet. Zumindest der Vorgängerbau der heutigen St. Ulrichskirche von Hürben dürfte aus dieser Zeit stammen. Zu dieser Erkenntnis kam man bei der Renovierung der Ulrichskirche in den 1980er Jahren, als man bis zu diesem Zeitpunkt nicht bekanntes Mauerwerk fand und untersuchte.
Genauso wie Krumbach gehörte Hürben bis zum Jahr 1805 lange Zeit zur Markgrafschaft Burgau und damit zur vorderösterreichischen Territorienwelt. In dieser Zeit wurden beide Orte – Krumbach und Hürben – immer wieder Adeligen als Lehen übertragen oder auch verpfändet. Im Jahr 1805 kam die Markgrafschaft Burgau im Zuge des Friedens von Pressburg zu Bayern.

Am 1. Oktober 1902 wurde Hürben in das sieben Jahre zuvor zur Stadt erhobene Krumbach eingegliedert.
Vom Beginn des 16. Jahrhunderts bis in die Zeit des Dritten Reichs hatte Hürben einen hohen Anteil an jüdischen Bürgern. Auch heute gibt es in Hürben noch viele Spuren der jüdischen Kultur, beispielsweise der jüdische Friedhof, das Denkmal an der Stelle, an der die Synagoge stand, sowie die heute noch existierenden ehemaligen jüdischen Wohnhäuser mit ihrem in Mittelschwaben charakteristischen Bautyp (wie das Haus, in dem das Mittelschwäbische Heimatmuseum ist). Für weitere Informationen zur jüdischen Gemeinde in Hürben: → siehe Jüdische Gemeinde Hürben.